# Memorias de un venezolano de la decadencia
Memorias de un venezolano de la decadencia es un libro escrito por José Rafael Pocaterra y publicado en 1928, relativo a las dictaduras de Cipriano Castro y Juan Vicente Gómez, de las cuales fue prisionero en la cárceles del Castillo de Puerto Cabello y San Carlos y La Rotunda, registrando y criticando el costo humano, político y social del gomecismo.

## Estilo
Según Omar Osorio Amoretti de la Universidad Simón Bolívar el estilo del libro va «desde testimonio hasta novela dictatorial, los enfoques han sido tan amplios que han llegado al extremo de paralizar cualquier punto medio con relación a su exégesis». Según Fanny Ramírez de El Nacional, el libro «registra expresiones que parodian el habla del dictador, en un proceso de desmitificación de la imagen del “Benemérito”» y el lenguaje está lleno de venezolanismos de la época.

¿Por qué no le quitan el nombre de «Cárcel Pública» a esto y lo llaman «Matadero Público de Hombres»?
José Rafael Pocaterra

## Recepción
Según Osorio Amoretti «si tuviésemos que exponerlo de una manera más simple diríamos que la recepción siempre fue positiva porque, por una parte, se valoró un texto escrito en su momento con una intencionalidad política».